# Ehrenzeichen des Landes Salzburg

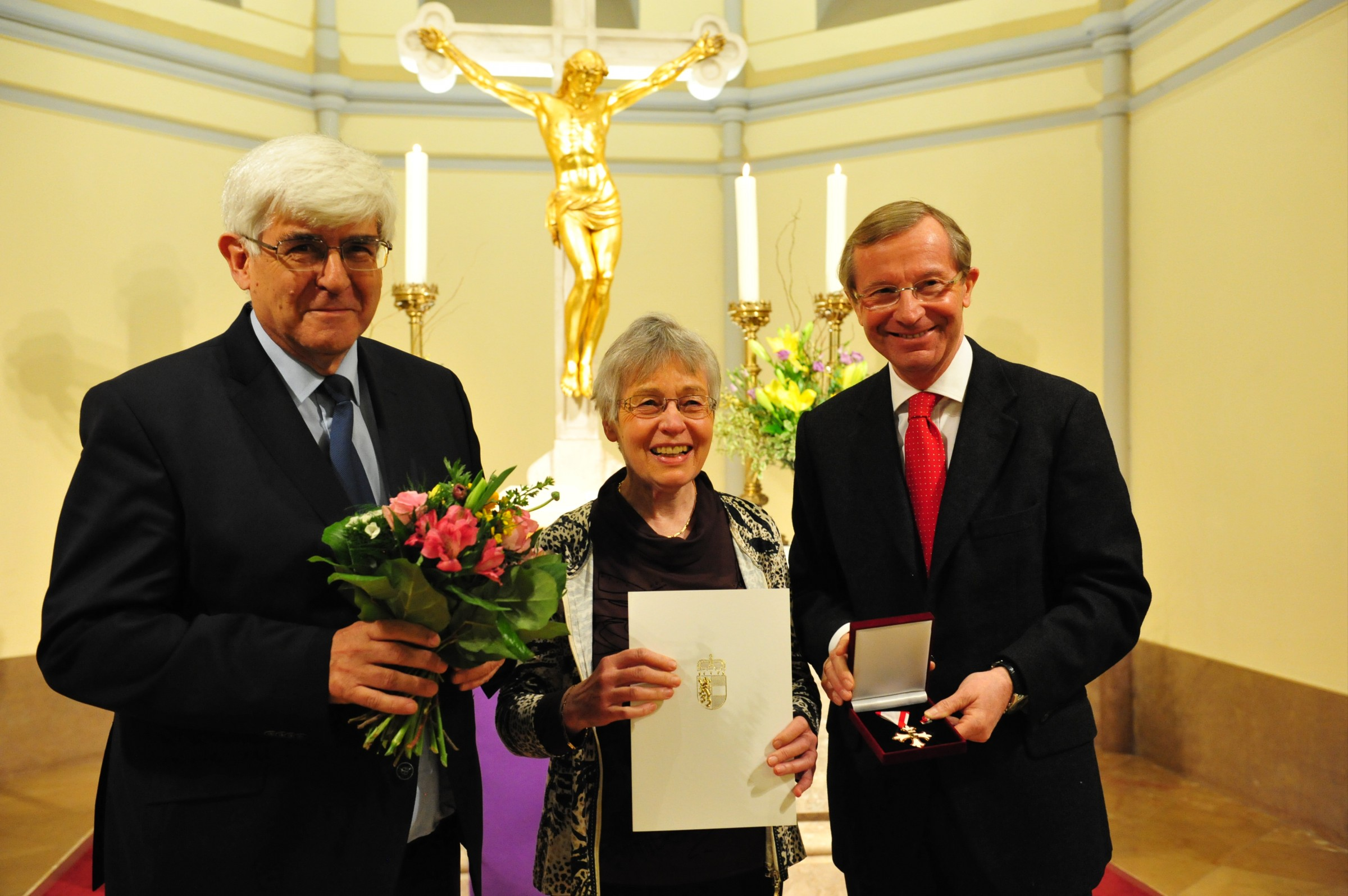
Verleihung des Verdienstzeichens des Landes Salzburg an Ehrenamtliche der Evangelischen Kirche A. B. durch Landeshauptmann Wilfried Haslauer (2016).

Das Ehrenzeichen des Landes Salzburg ist eine mehrstufige Auszeichnung, die vom Land Salzburg vergeben wird. Sie ist nach dem Ring des Landes Salzburg eine der höchsten Ehrungen dieses Bundeslandes.

## Grundlagen der Verleihung
Die Grundlagen für die Verleihung des Ehrenzeichens des Landes Salzburg sind im Gesetz über die Ehrenzeichen des Landes Salzburg (Salzburger Ehrenzeichengesetz) vom 7. Februar 2001 festgelegt worden. Die ursprünglich siebenstufige Auszeichnung wurde durch eine Gesetzesänderung am 4. Juli 2007 auf fünf Stufen reduziert. 
„Das Ehrenzeichen des Landes Salzburg kann für hervorragende, durch öffentliches oder privates Wirken erworbene Verdienste um das Ansehen des Landes Salzburg und auf Sachgebieten, die in der Vollziehung Landessache sind, verliehen werden.“ (Salzburger Ehrenzeichengesetz, § 3.1). Es darf nur verliehen werden, solange die Verdienste nicht durch eine andere Auszeichnung des Landes gewürdigt wurden. Die Verleihung der jeweiligen Stufen richtet sich nach dem Grad der Verdienste, wobei Personen die bereits mit dem Ehrenzeichen ausgezeichnet wurden eine Auszeichnung höherer Stufe erst nach mindestens fünf Jahren erhalten können. 
Die Verleihung der Ehrenzeichen erfolgt auf Vorschlag, wobei die Verleihungsvorschläge von der Bezirksverwaltungsbehörden aber auch von Einzelpersonen, insbesondere auch von Gemeinden oder gesetzlichen beruflichen Vertretungen erfolgen können. Die Verleihung erfolgt durch die Landesregierung, neben der Auszeichnung selbst wird dem Geehrten eine vom Landeshauptmann unterzeichnete Urkunde ausgefolgt. Die ausgezeichneten Personen sind in der Folge berechtigt, die Auszeichnung zu tragen und sich als Träger oder Trägerin der jeweiligen Auszeichnung zu bezeichnen. Zudem haben die Ausgezeichneten die Möglichkeit, die Auszeichnung in verkleinertem Maßstab oder das Band in Form einer Rosette beziehungsweise schmalen Leiste zu tragen. Die Auszeichnung selbst geht in den Besitz der ausgezeichneten Person über.

## Ordensstufen
Durch die Gesetzesänderung vom Juli 2007 wurde die ursprünglich siebenstufige Auszeichnung auf fünf Stufen reduziert. Nach dem Großkreuz und dem Großen folgten ursprünglich das Goldene und Silberne Ehrenzeichen, das Goldene und Silberne Verdienstzeichen sowie die Silberne Verdienst-Medaille. Die fünf untersten Stufen wurden durch das Ehrenzeichen, das Große Verdienstzeichen und das Verdienstzeichen ersetzt. 

### Großkreuz des Ehrenzeichens des Landes Salzburg
Das Großkreuz besteht aus einem Brustkreuz und einer Halsdekoration am Band. Der Träger trägt dabei das Brustkreuz an der linken Seite und das Kleinod am Band um den Hals. Das Brustkreuz ist ein zwölfspitziges, golden bordiertes, weiß emailliertes Kreuz mit rot emailliertem Rand, überhöht von emailliertem Landeswappen und mit goldenem Lorbeerkranz umrandet. Es weist eine Größe von 78 mm Durchmesser auf. 
Das Kleinod ist eine verkleinerte Darstellung des Brustkreuzes mit einem Durchmesser von 55 mm, das Band ist 47 mm breit und rot-weiß moiriert. Die Verbindung zwischen dem Band und dem Kleinod erfolgt durch eine 26 mm lange und 6 mm breite, eichenlaubverzierte, goldene Öse.

### Großes Ehrenzeichen des Landes Salzburg
Das Große Ehrenzeichen entspricht dem Kleinod des Großkreuzes, wird jedoch ohne das große Brustkreuz getragen. Der Träger trägt das Ehrenzeichen am Band um den Hals. 

### Ehrenzeichen des Landes Salzburg
Das Ehrenzeichen des Landes Salzburg ist eine Steckdekoration. Es besteht aus einem 78 mm hohen und 78 mm breiten, zwölfspitzigem golden bordierten Brustkreuz, das glatt gerändert ist und vom emaillierten Landeswappen überhöht wird.

### Großes Verdienstzeichen des Landes Salzburg
Das Große Verdienstzeichen ist eine Brustdekoration am Band. Das Kleinod besteht aus einem 55 mm hohen und 55 mm breiten zwölfspitzigen, golden bordiertem und emailliertem Kreuz, das glatt gerändert und vom emaillierten Landeswappen überhöht ist. Das Landeswappen ist mit goldenem Lorbeerkranz umrandet. Das Band selbst ist 45 mm breit, rot moiriert und besitzt einen 25 mm breiten, weißen Mittelstreifen. Das Band ist dreieckig gefaltet, die Verbindung des Kreuzes mit dem Band erfolgt durch einen vergoldeten Ring.

### Verdienstzeichen des Landes Salzburg
Das Verdienstzeichen des Landes Salzburg ist eine Brustdekoration am Band. Es entspricht im Wesentlichen dem Großen Verdienstzeichen, es fehlt jedoch der goldene Lorbeerkranz um das Landeswappen, das hier rot-weiß-schwarz emailliert ist.

### Bis 2007 vergebene Varianten
Goldenes und Silbernes Ehrenzeichen
Entspricht in der Form dem heutigen Großen Ehrenzeichen des Landes Salzburg als  Brustdekoration am Band. Das Landeswappen ist mit Lorbeerkranz umrandet. Lorbeerkranz, Verbindung des Kreuzes mit dem Band und Bordierung des Kreuzes sind je nach Ausführung silbern oder golden. Die Purpurmütze des Fürstenhuts im Landeswappen ist beim Goldenen Ehrenzeichen in rotem Email, beim Silbernen Ehrenzeichen in Silber ausgeführt.
Goldenes und Silbernes Verdienstzeichen
Entspricht dem Goldenen und Silbernen Ehrenzeichen, das Landeswappen ist jedoch nicht mit Lorbeerkranz umrandet und rot-weiß-schwarz emailliert.
Silberne Verdienst-Medaille
Silberne Medaille als Brustdekoration am Band mit dem geprägten Lorbeer-gekränzten Landeswappen.